# Boots
Boots is een Britse drogisterij- en apotheekketen met tevens vestigingen in andere landen. In het Verenigd Koninkrijk en Ierland had Boots eind 2024, begin 2025 ongeveer 1800 filialen.

## Geschiedenis
Boots werd opgericht in 1849 door John Boot als een winkel voor geneeskrachtige kruiden in Nottingham. Na zijn overlijden in 1860 nam zijn vrouw en later zijn zoon de zaak over. Zijn zoon verkocht het bedrijf in 1920 aan de Amerikaanse United Drug Company, maar in 1933 kwam het weer in Britse handen. Er waren rond die tijd inmiddels al duizend filialen.
In 1968 nam Boots het Britse Timothy Whites & Taylors over, een keten van drogisterijen en huishoudartikelen. In de decennia erna zouden meer overnames volgen. In de jaren tachtig breidde Boots zijn activiteiten uit met een eerste optiekzaak.
De onderzoeksafdeling van Boots ontving in 1985 de Queen's Award for Technological Achievement voor de ontdekking en ontwikkeling van ibuprofen, dat in de jaren zestig was ontwikkeld als receptgeneesmiddel en in 1983 was goedgekeurd als vrij verkrijgbare pijnstiller.